# Odilo Globočnik
Odilo Lotario Globocnik o Odilo Lothar Ludwig Globocnik, també germanitzat com a Globotschnig(g) (21 d'abril del 1904 – 31 de maig de 1945), conegut d'altra banda pel motiu de Globus, va ser un destacat nazi i, posteriorment, un important dirigent de la SS. Col·laborador d'Adolf Eichmann,va tenir un molt important paper en l'Operació Reinhard, arran de la qual van morir més d'un milió de jueus polonesos durant l'Holocaust als camps d'extermini nazis de Majdanek, Treblinka, Sobibór i Bełżec. L'historiador Michael Allen va definir-lo com "l'individu més vil dins de l'organització més vil mai coneguda".

## Infantesa i joventut
Odilo Globočnik va néixer el 21 d'abril del 1904, a Trieste, ciutat que, aleshores, pertanyia a l'Imperi Austrohongarès on era la capital de la província denominada el Litoral Austríac. El seu pare, Franz Globočnik (igualment conegut com a Globotschnig), membre d'una família eslovena germanitzada procedent de Neumarktl (Alta Carniola), és a dir, de l'actual Tržič (Eslovènia), va ser tinent de cavalleria en l'exèrcit austrohongarès i, com que no va poder disposar dels diners necessaris per obtenir un permís militar de matrimoni, en casar-se va haver de deixar el servei i, aleshores, va obtenir una plaça en l'Imperial i Reial Servei de Correus. La seva mare, que de soltera es deia Anna Petschinka, procedia d'una família amb avantpassats txecs i també sueus del Banat, origninària de Vršac, ciutat aleshores pertanyent al Regne d'Hongria però que avui dia forma part de Sèrbia. El 1914, la família va marxar de Trieste i s'establí a Cseklész (Hongria), actualment Bernolákovo (Eslovàquia), i, en esclatar la Primera Guerra Mundial, Franz Globočnik fou cridat per servir de nou a l'exèrcit.
Aquell mateix any, Odilo va matricular-se a l'escola militar, però la derrota de l'Imperi Austrohongarès va impedir-li fer carrera en l'exèrcit imperial, seguint així les passes del seu pare. Acabada la guerra, la família Globočnik va anar-se'n a viure a Klagenfurt (Caríntia), on Odilo va unir-se a la milícia voluntària proaustríaca enfrontada, primer, als voluntaris eslovens, i, després, a l'exèrcit del Regne dels Serbis, Croats i Eslovens en la guerra de Caríntia (1918-1919). El 1920, va actuar com a propagandista de la causa austríaca en el Plebiscit de Caríntia. Posteriorment, va matricular-se a la Höhere Staatsgewerbeschule, una escola d'enginyeria mecànica, on va graduar-se amb bones qualificacions. D'altra banda, per col·laborar en el manteniment de la seva família, feu feines com ara traginador de maletes en una estació de tren; després, ja finalitzats en els seus estudis, va poder introduir-se en el negoci de la construcció de la mà d'Emil Michner, pare de la seva promesa Grete, qui va parlar amb el director de la KÄEWAG, una central hidroelèctrica, on Odilo va treballar com a tècnic i supervisor.

## Carrera dins del moviment nazi fins 1939

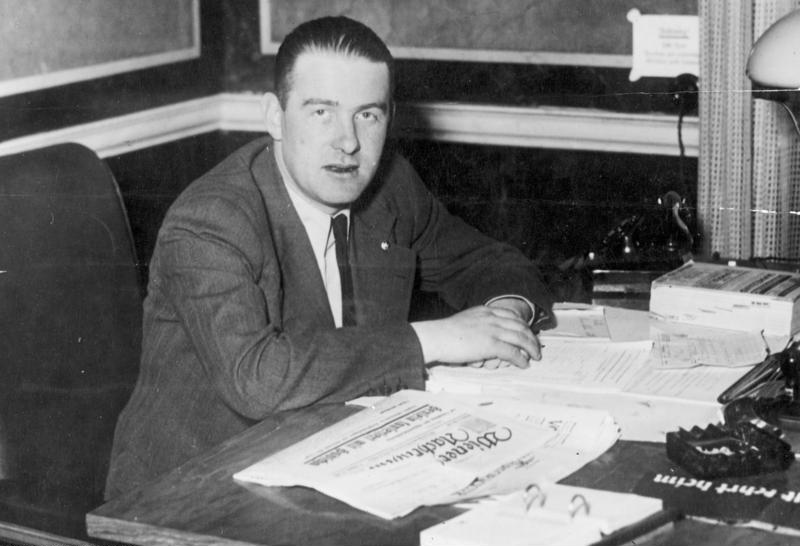
Gauleiter de Viena, 1938

Odilo Globočnik va començar a ficar-se en política el 1922, quan va afiliar-se a associacions paramilitars pangermanistes de Caríntia, les quals usaven el símbol de l'esvàstica; el 1930, va adherir-se al Partit Nazi (NSDAP); el 1931, apareix mencionat com a propagandista del Partit, i va deixar la seva feina en la construcció per dedicar-se de ple a l'activisme polític, on va fer tasques com ara organitzar una xarxa clandestina per transportar fons des d'Alemanya a Àustria. El juny de 1933, a Viena el joier jueu Norbert Futterweit va morir de resultes d'un atemptat amb bomba contra la seva botiga, un dels primers assassinats comesos pels nazis a Àustria, i sempre hi ha hagut la sospita que Globočnik pogués haver-hi tingut alguna implicació. L'agost de 1933, va ser detingut per primera vegada, ja que va intentar contactar amb nazis empresonats a Klagenfurt; aquesta detenció va anar seguida per quatre més entre 1933 i 1935, però les seves estades a la presó van ser breus. gràcies als bons oficis de Heinrich Himmler. L'1 de setembre de 1934, va ser admès com a membre de la branca austríaca de la SS amb el número d'afiliat 292.776. Gràcies al seu activisme fanàtic, aviat va esdevenir un dels més destacats nazis d'Àustria.; per això, el 24 de maig de 1938, poc després de l'és a dir de l'annexió d'Àustria a Alemanya, Hitler va nomenar-lo Gauleiter de Viena.
Com a Gauleiter de Viena, Globočnik ja va avisar que, per resoldre les qüestions jueves, estava disposat a emprendre qualsevol mesura, per radical que fos; al cap de poc, va organitzar una exposició antisemita que va assolir la xifra de deu mil visitants el primer dia. Malgrat que el cardenal Theodor Innitzer, arquebisbe de Viena (1932-1955), evités mostrar una actitud bel·ligerant envers les noves autoritats nazis, un nazi radical com Globočnik no va donar-se pas per satisfet i, per això, va endegar una campanya anticlerical confiscant béns de l'Església, dissolent organitzacions catòliques i enviant molts capellans al Camp de concentració de Dachau. En un país tan profundament catòlic com aleshores ho era Àustria, aquesta actuació va provocar rebuig i, l'octubre de 1938, es va donar una protesta massiva contra el règim nazi quan a Viena milers de persones van sortir de missa cantant, o més aviat cridant, "El nostre Führer és Jesucrist"; aviat, aquestes concentracions van ser dispersades per la policia. D'altra banda, un escamot nazi va assaltar la residència del cardenal Innitzer després que hagués denunciat la persecució de l'Església pels nazis.
El 1939, Globocnik va ser destituït perquè va descobrir-se'n la implicació en especulacions il·legals amb moneda estrangera; com a càstig, Himmler va transferir-lo a la Waffen SS amb el rang de caporal, amb el qual va servir durant la Campanya de Polònia.; ara bé, en reconeixement del seu valor, a finals de 1939, Himmler va perdonar-lo, l'ascendí a SS-Brigadeführer i l'envià a Lublin.

## Actuació durant la II Guerra Mundial

### Polònia 1939-1943
El 9 de novembre de 1939, Himmler nomenà Globocnik cap de la SS i de la policia aLublin un dels districtes en què va organitzar-se el territori sota la jurisdicció del Govern General de Polònia. El 16 de febrer de 1940, Globocnik declarà: "Els jueus deportats han d'alimentar-se ells mateixos i els ha de mantenir la població local, ja que els jueus aquests tenen prou menjar. Si això no dona resultat, els hem de deixar morir de gana"
Entre 1939 i 1943, Globocnik va ser responsable de:
1. La repressió de l'Aixecament del Gueto de Varsòvia, on s'hi havia reclòs un mig milió de jueus. En la capital de Polònia, hi vivia la més gran comunitat jueva d'Europa i la segona més important del món després de la de Nova York.
2. La repressió de l'Aixecament del Gueto de Białystok, el qual fou sempre un actiu focus de resistència contra l'ocupació alemanya.
3. El reassentament d'un gran nombre de polonesos dins d'un procés de neteja ètnica
4. Creació i supervisió del Gueto de Lublin, on hi van ser deportats 95.000 jueus, el qual tenia annex tota una xarxa de camps de treballs forçats situats al districte de Lublin. A més, també tenia a càrrec uns 45.000 treballadors jueus.

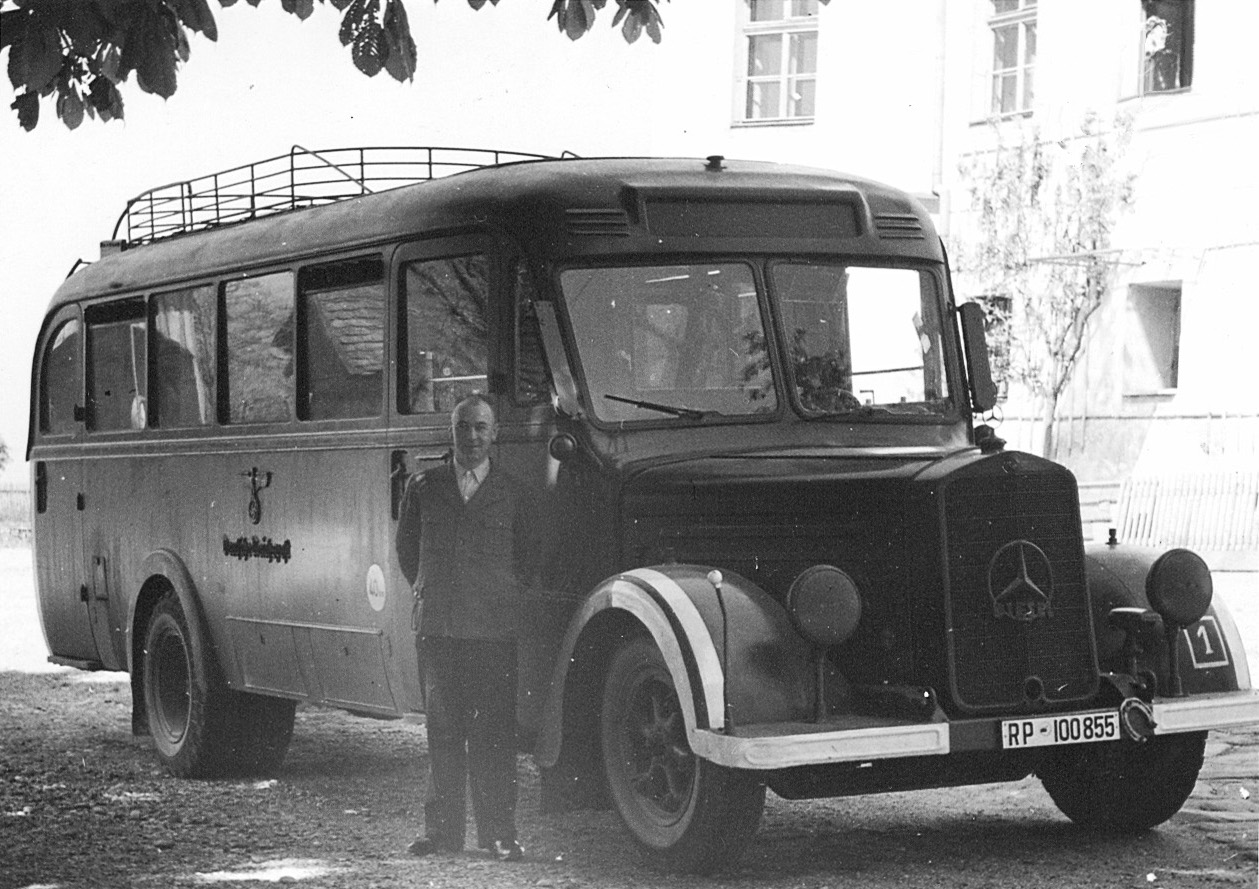
Aktion T4 Autobús equipat per gassejar procedent del Centre d'Eutanàsia de Hartheim

Hi ha indicis que atribueixen a Globocnik la creació del concepte de camp d'extermini com a mitjà d'assassinat industrial massiu, ja que hauria estat ell qui l'hauria sugerit a Himmler. El 13 d'octubre de 1941, dies després d'haver-li adreçat un memoràndum on proposava prendre mesures contra els jueus per motius de seguretat., Globocnik va tenir una entrevista de dues hores amb Himmler, qui li va donar una aprovació verbal per iniciar la construcció del camp d'extermini de Bełżec, el primer que va funcionar al territori del Govern General de Polònia. Poc abans, el setembre de 1941, Globocnik havia rebut una visita de Phillip Bouhler i Victor Brack, els màxims oficials de la cancelleria del Führer responsables del programa d'eutanàsia Aktion T4, en el qual ja s'havien usat cambres de gas dissimulades com a habitacions de dutxes. Segons alguns testimonis, per l'època en què va tenir l'entrevista amb Himmler, Globocnik manifestava que calia netejar tot el territori del Govern General de polonesos i jueus i estava molt absorbit en la realització de plans a llarg termini per realitzar-ho. També hi ha indicis que podria haver construït una mena de cambra de gas experimental en uns boscos propers a Bełżec poc abans de la seva entrevista amb Himmler de mitjans d'octubre. i que, el 13 d'octubre, podria haver estat Globocnik qui va proposar l'ús d'aquest mètode d'extermini. El 14 d'octubre de 1941 – l'endemà de l'entrevista amb Globocnik – Himmler va passar-se cinc hores parlant amb Reinhard Heydrich per discutir els mètodes d'execució i, després, va proliberar la construcció de camps d'extermini amb cambres ded gas ". Uns quants dies més tard, Himmler va prohibir l'emigració de jueus d'Alemanya
Les cambres de gas creades per Globocnik usaven monòxid de carboni, igual com s'havia fet en el programa d'eutanàsia, i, a més les havien dissenyades veterans del progrma T4 enviats a Polònia. Abans de convertir-se en un camp d'extermini, Bełżec havia format part del projecte de Himmler i Globocnik de bastir una reserva a Lublin. La construcció de tres camps més: Sobibór i Majdanek, situats al districte de Lublin, i de Treblinka, al districte de Varsòvia, va tenir lloc el 1942.
Com a màxim responsable de l'Operació Reinhard, Globocnik, que rebia les ordres directament de Himmler, va estar implicat en l'extermini d'un milió i mig de jueus polonesos, txecs, holandesos, francesos, russos, eslovacs, alemanys i turcs com també en l'extermini d'un nombre més petit de presos no jueus. D'altra banda, també va explotar jueus i polonesos com a esclaus i es va ocupar del robatori de les pertinences personals de les víctimes dels camps d'extermini. A partir de 1942, també va supervisar l'inici de l'aplicació del Generalplan Ost concebut per expulsar els polonesos i repoblar el territori amb colons alemanys, cosa que va dur a l'esclat de la insurrecció de Zamość

### Itàlia 1943-1945
A la tardor de 1943, Globocnik va ser destinat a Itàlia, ocupada pels alemanys després de l'Armistici de Cassibile.; com a cap de la SS i de la Policia a la Zona d'Operacions del Litoral Adriàtic, va establir-se a Trieste, en companyia d'un bon nombre d'antics col·laboradors seus a Polònia, entre els quals es poden mencionar Franz Stangl, Franz Reichleitner i Christian Wirth. Una de les seves primeres accions va ser convertir un antic molí d'arròs dels afores de Trieste en un camp de concentració, amb un crematori inclòs, anomenat Risiera di San Sabba, és a dir, Molí arrosser de San Sabba, on milers de jueus italians, resistents i adversaris polítics van ser torturats i morts; d'altra banda, Globocnik i els seus homes també van tenir un paper molt destacat en la lluita contra els partisans del litorial eslovè

### Fugida i mort
A principis de 1945, l'avenç dels exèrcits dels Aliats resultava imparable; el 26 d'abril, Mussolini fou capturat mentre intentava fugir a Suïssa per un escamot de partisans que l'executà el dia 28. Globocnik i els seus principals col·laboradors (Georg Michalsen, Friedrich Rainer, Ernst Lerch, Hermann Höfle, Karl Hellesberger, Hugo Herzog i Friedrich Plöb) fugiren cap a Caríntia (Àustria) i s'amagaren en un refugi alpí a prop del llac de Weissensee, però el 31 de maig de 1945 van ser descoberts per un cos de l'exèrcit britànic que els detingué a Möslacher Alm. Els britànics van conduir Globocnik a Paternion (Caríntia) per interrogar-lo, però cap a dos quarts de dotze del migdia va suïcidar-se amb una càpsula de cianur; el capellà del poble es va negar a enterrar-lo en terra sagrada i el seu cos va ser colgat en un lloc a part del cementiri sense cap mena de cerimònia.